# Sint-Martinuskerk (Kerkom)
De Sint-Martinuskerk is een kerkgebouw in Kerkom in de Belgische gemeente Boutersem in de provincie Vlaams-Brabant. De kerk ligt aan de Kerkstraat met naast de kerk een ommuurd kerkhof.
Het gebouw bestaat uit een ingebouwde westtoren, een eenbeukig schip met drie traveeën en een smaller koor met twee traveeën. De toren is opgetrokken in zandsteen (kwartsiet van Overlaar) en heeft een spitsboogvormig portaal met vierpas en een ingesnoerde naaldspits. De rest van het gebouw is hoofdzakelijk in baksteen opgetrokken in classicistische stijl. Het schip en het koor hebben rondboogvensters en hoekblokken, maar geen steunberen. Het geheel wordt gedekt onder een zadeldak.
De kerk is de parochiekerk van het dorp en is gewijd aan Sint-Martinus.

## Geschiedenis
Rond 1230 werd er hier een kerk gebouwd op de fundamenten van een ouder heiligdom waarvan geen resten meer resteren. Dit kerkgebouw was een romaanse driebeukig gebouw, waarvan thans alleen de toren nog bestaat.
Rond 1500 werd de kerk vergroot, waarbij van de toren het dak vervangen werd door een gotische torenspits.
Rond 1783 brak men de kerk af. Alleen de toren bleef nog bestaan. De toren werd toen omsloten door een nieuw schip.
Aan het einde van de 19e eeuw werd de westgevel van de toren gerestaureerd en heeft men een perron aangelegd met dubbele bordestrap. Ook werd toen een ringmuur rond het kerkhof aangelegd.